# Молодожёны

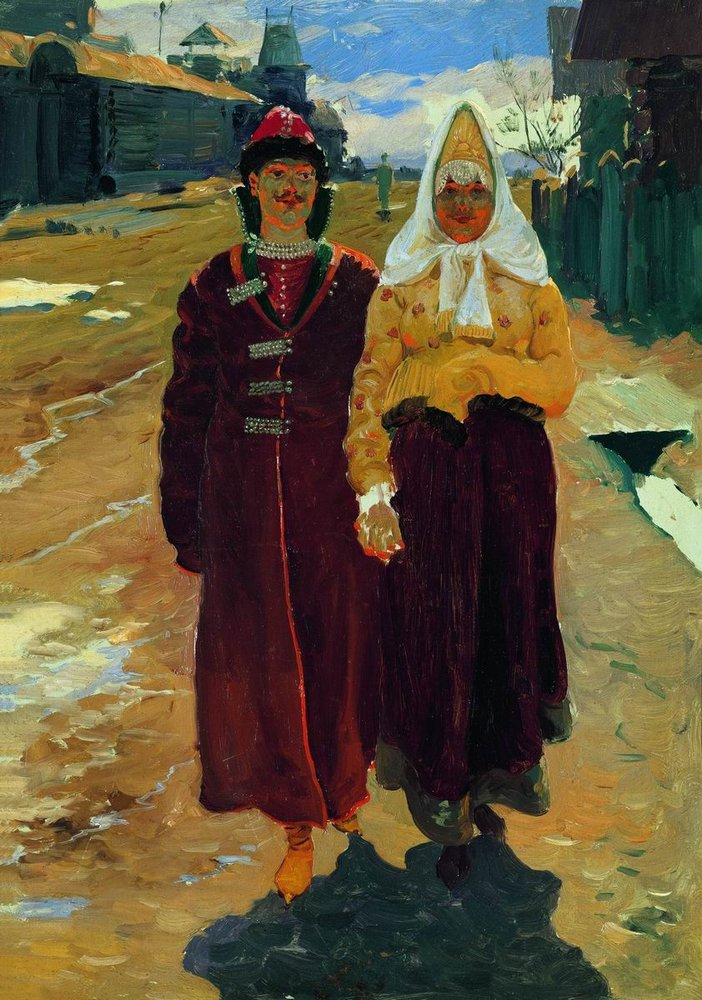
А. П. Рябушкин «В гости», 1896

Молодожёны (молодые, новобрачные) — жених и невеста на свадьбе после их ритуального объединения в новую брачную пару и некоторое время после свадьбы.

## В славянской традиции
Объединение в пару происходит в традиционном свадебном обряде поэтапно: вначале путём обручения, потом посредством различных способов сведе́ния жениха с невестой на свадьбе, обрядов венчания и брачной ночи. Соответственно этому одни общие для молодожёнов названия последовательно сменяются другими: после обручения — наречённые, в день свадьбы, после венчания или после брачной ночи — молодые, после свадьбы в первый год брака (до трёх первых лет) — молодожёны, новожёны и т. п. Это названия в форме мн. ч. (рус. молодёны, укр. молодята, серб. , макед. младенци) или собирательные (пол. państwo młodzi, словац. mladý pár), в которых появление новой пары передаётся лексически с помощью корней nov- и mold-.
По мере ритуального оформления брачной пары молодожёны всё чаще участвуют в свадебном обряде совместно: едут после венчания не в разных, а в одних санях, рядом сидят за свадебным столом, вместе кланяются гостям, получают один кусок каравая, едят наедине, одной ложкой, вместе ходят в свадебную баню или умываются после брачной ночи, совместно наносят визиты или принимают родственников у себя после свадьбы, вместе подвергаются ритуальному чествованию в послесвадебной календарной обрядности (см. Вьюнишник).